# 数学能力検定試験
数学能力検定試験（すうがくのうりょくけんていしけん）は、数理検定協会が実施していた数学・算数の能力検定である。略称はTOMAC（トマック、Test of Mathematical Competence）。
数理検定協会は2017年に特定非営利活動法人の認証を取り消されており、2023年現在は実施が確認されていない。

## 概要
TOMACは1994年、民間の算数・数学の検定事業機関である数理検定協会により研究・開発された。2004年に学力低下、失業率、ニート等の社会問題を懸念し、個人受験を開始した。同年7月には厚生労働省の「若年者就職基礎能力修得支援事業（YESプログラム）」認定試験となった。
TOMACは、学校教育で学習する内容の力を問う「数学（算数）能力」の分野と、数学の問題におけるひらめき・センスを問う「数学的潜在能力」分野に分かれており、その２つの分野を絶対評価により測定する。数学(算数)の一般的な問題のほか、音声を聴いて解くリスニング問題、右脳を刺激する潜在能力の問題で構成されている。

## 受験グレード
検定級にあたる「受験グレード」は AI・AII・AIII・BI・BII・CI・CII・CIII・Dの9段階がある。大まかな区分であるA・B・C・Dは、学校教育における小学校・中学校・高等学校・大学の水準にそれぞれ対応している。年齢・性別等の制限はないが、実用数学技能検定などと異なり、同時に複数のグレードを受験することはできない。